# George Folsey junior
George Joseph Folsey Jr. (* 17. Januar 1939 in Los Angeles; † 29. Dezember 2024) war ein US-amerikanischer Filmeditor und Filmproduzent und Sohn des Kameramanns George J. Folsey.

## Leben und Werk
Nachdem er das Pomona College absolviert hatte, arbeitete er zunächst als Editor bei der Fernsehstation KABC-TV in Los Angeles. Zu dieser Zeit gründete er eine Firma, die unter anderem Laugh-In-Sequenzen für Film- und Fernsehproduktionen herstellte. Danach arbeitete er als Produzent und Editor für Kino- und Fernsehfilme. So schnitt er 1976 den Thriller Rache aus dem Jenseits.
Folsey wirkte häufig an Filmen von Regisseur John Landis als Produzent und Editor mit, so an Kentucky Fried Movie (1977) und Blues Brothers (1980). Sie arbeiteten auch bei Musikvideo Thriller (1983) zusammen. Bei Twilight Zone: The Movie (1983) war Folsey als Associate Producer beteiligt und wurde, als im Juli 1982 bei Nachtdreharbeiten zwei illegal als Komparsen beschäftigte Kinder und der Schauspieler Vic Morrow durch einen Hubschrauberunfall ums Leben kamen, gemeinsam mit Landis und anderen wegen fahrlässiger Tötung angeklagt. Im Mai 1987 wurden alle Beschuldigten freigesprochen.
2003 wirkte Folsey am Filmdrama Basic – Hinter jeder Lüge eine Wahrheit mit. Auch bei dem im Jahr 2005 erschienenen Film Hostel und dessen Fortsetzungen Hostel 2 (2007) und Hostel 3 (2011) war Folsey für den Schnitt verantwortlich.
Sein Sohn Ryan Folsey (* 1970) arbeitet ebenfalls als Filmeditor. 
Folsey starb im Alter von 85 Jahren. Der letzte Film, an dem er mitwirkte, erschien 2024. Sein Schaffen umfasst mehr als 55 Produktionen.

## Filmografie (Auswahl)
- 1959: Französische Betten (Count Your Blessings)
- 1973: Der Pate von Harlem (Black Caesar)
- 1976: Rache aus dem Jenseits (J.D.’s Revenge)
- 1977: Kentucky Fried Movie (The Kentucky Fried Movie)
- 1978: Ich glaub’, mich tritt ein Pferd (National Lampoon’s Animal House)
- 1980: Blues Brothers (The Blues Brothers)
- 1981: American Werewolf (An American Werewolf In London)
- 1983: Thriller (Musikvideo)
- 1985: Kopfüber in die Nacht (Into the Night)
- 1986: ¡Drei Amigos! (¡Three Amigos!)
- 1987: Amazonen auf dem Mond oder Warum die Amis den Kanal voll haben (Amazon Women on the Moon)
- 1988: Der Prinz aus Zamunda (Coming to America)
- 1988: Dirty Work
- 1993: The Thing Called Love – Die Entscheidung fürs Leben (The Thing Called Love)
- 1996: Bulletproof
- 1999: Märchenprinz verzweifelt gesucht (Goosed)
- 2003: Basic – Hinter jeder Lüge eine Wahrheit (Basic)
- 2003: Im Dutzend billiger (Cheaper by the Dozen)
- 2005: Dabei sein ist alles (The Ringer)
- 2005: Hostel
- 2006: Die Party Animals sind zurück! (National Lampoon’s Pledge This!)
- 2006: Der rosarote Panther (The Pink Panther)
- 2006: Oh je, du fröhliche (Unaccompanied Minors)
- 2007: Hostel 2
- 2008: Spritztour (Sex Drive)
- 2010: Hot Tub – Der Whirlpool … ist ’ne verdammte Zeitmaschine! (Hot Tub Time Machine)
- 2011: Hostel 3
- 2014: Dead Within
- 2015: Chain of Command (Echo Effect)